# 祖父江の森
祖父江の森（そぶえのもり）は、愛知県稲沢市祖父江町桜方六町17にある運動施設。
通年の利用が可能な祖父江の森温水プール、祖父江の森テニスコート、祖父江の森多目的運動場の3施設からなる。水泳教室、フィットネス教室、テニス教室、サッカー教室など、各種運動教室が開催されている。隣接地には稲沢市祖父江の森図書館がある。

## 歴史

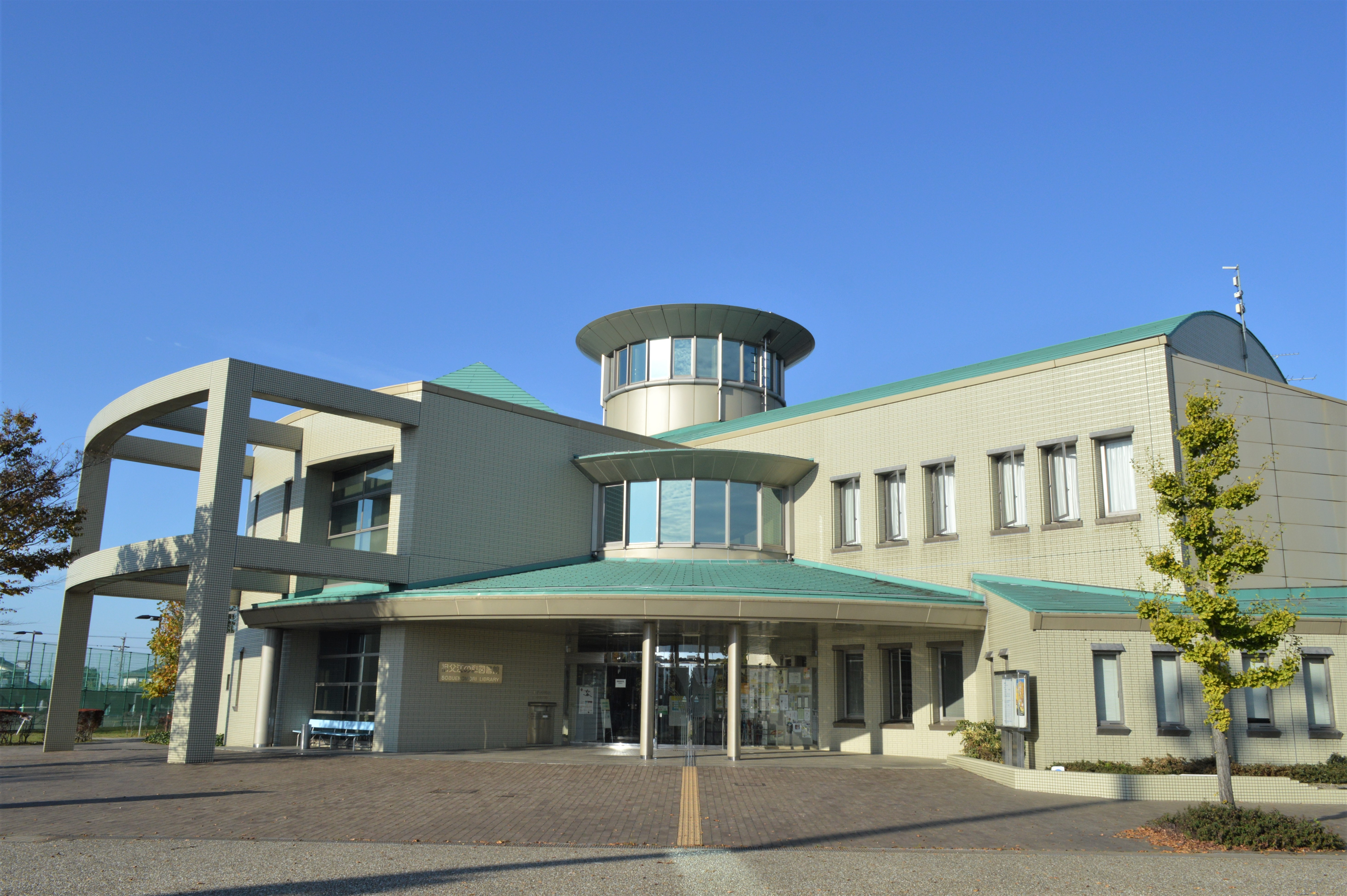
隣接地にある稲沢市祖父江の森図書館

1989年（平成元年）の祖父江町総合計画には祖父江町総合グランド構想が盛り込まれ、1990年（平成2年）には祖父江町文化・スポーツ施設（仮称）建設調査研究協議会が発足、1992年（平成4年）5月には施設の建設場所が決定した。祖父江町は1993年（平成5年）8月31日に図書館の建設に着工し、1995年（平成7年）2月10日に祖父江の森の第1弾施設として祖父江町中央図書館（現・稲沢市祖父江の森図書館）が開館した。1996年（平成8年）3月26日、祖父江の森温水プールがオープンした。
2005年（平成17年）4月1日には祖父江町・旧稲沢市・平和町が合併して新稲沢市が発足し、祖父江の森は稲沢市の施設となった。2007年（平成19年）4月1日には指定管理者制度が導入され、株式会社愛知スイミングが指定管理者となった。2020年（令和2年）4月〜12月まで温水プールの大規模修繕工事を行い、温水プール機械と内外装の一部をリニューアルした。

## 施設
- 祖父江の森温水プール
  - 温水プール
  - トレーニングジム
- 祖父江の森テニスコート（予約制）
  - オムニコート8面
- 祖父江の森多目的運動場（予約制）
  - サッカーの場合は1面、ソフトボールの場合は2面

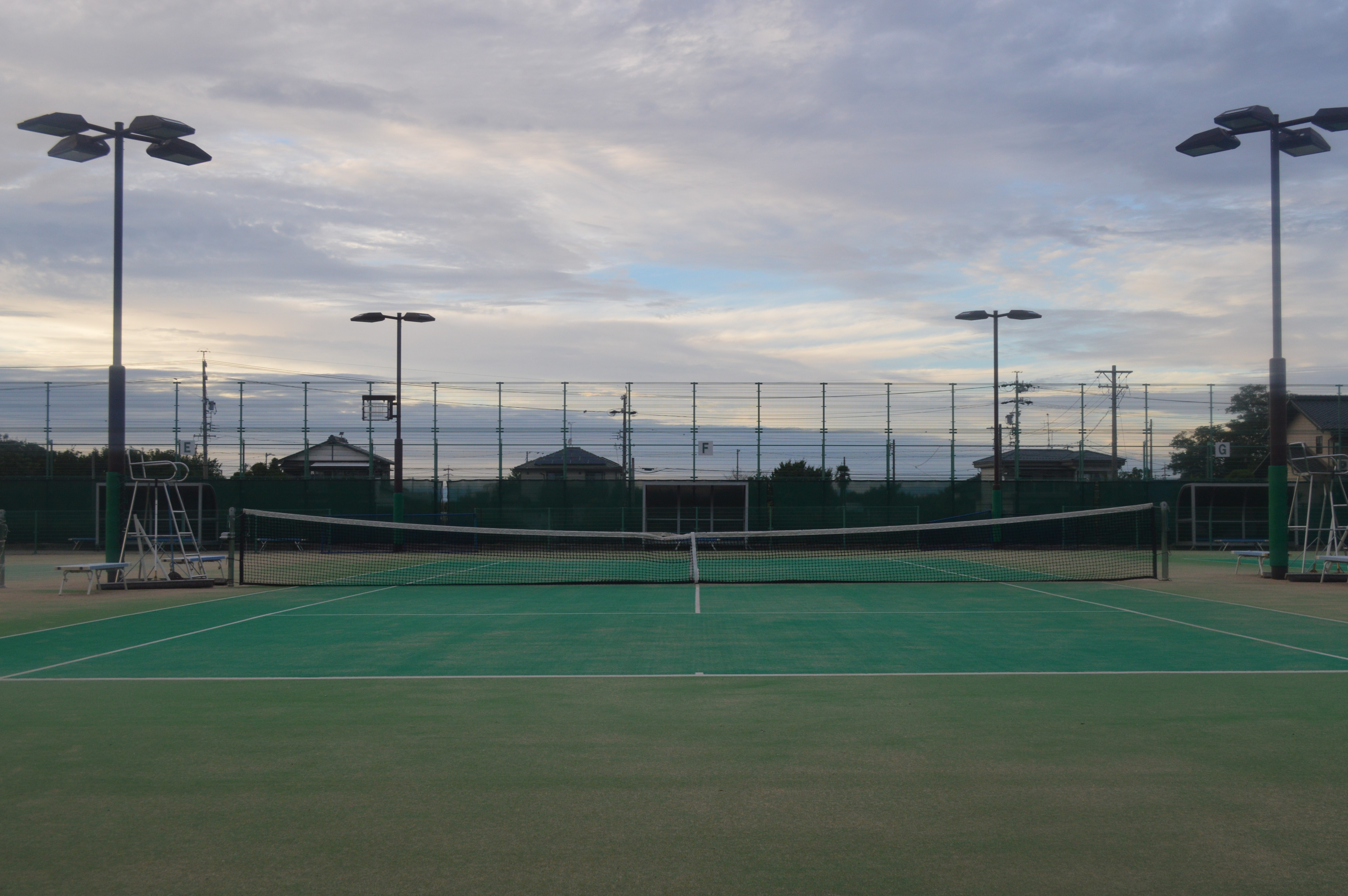
テニスコート
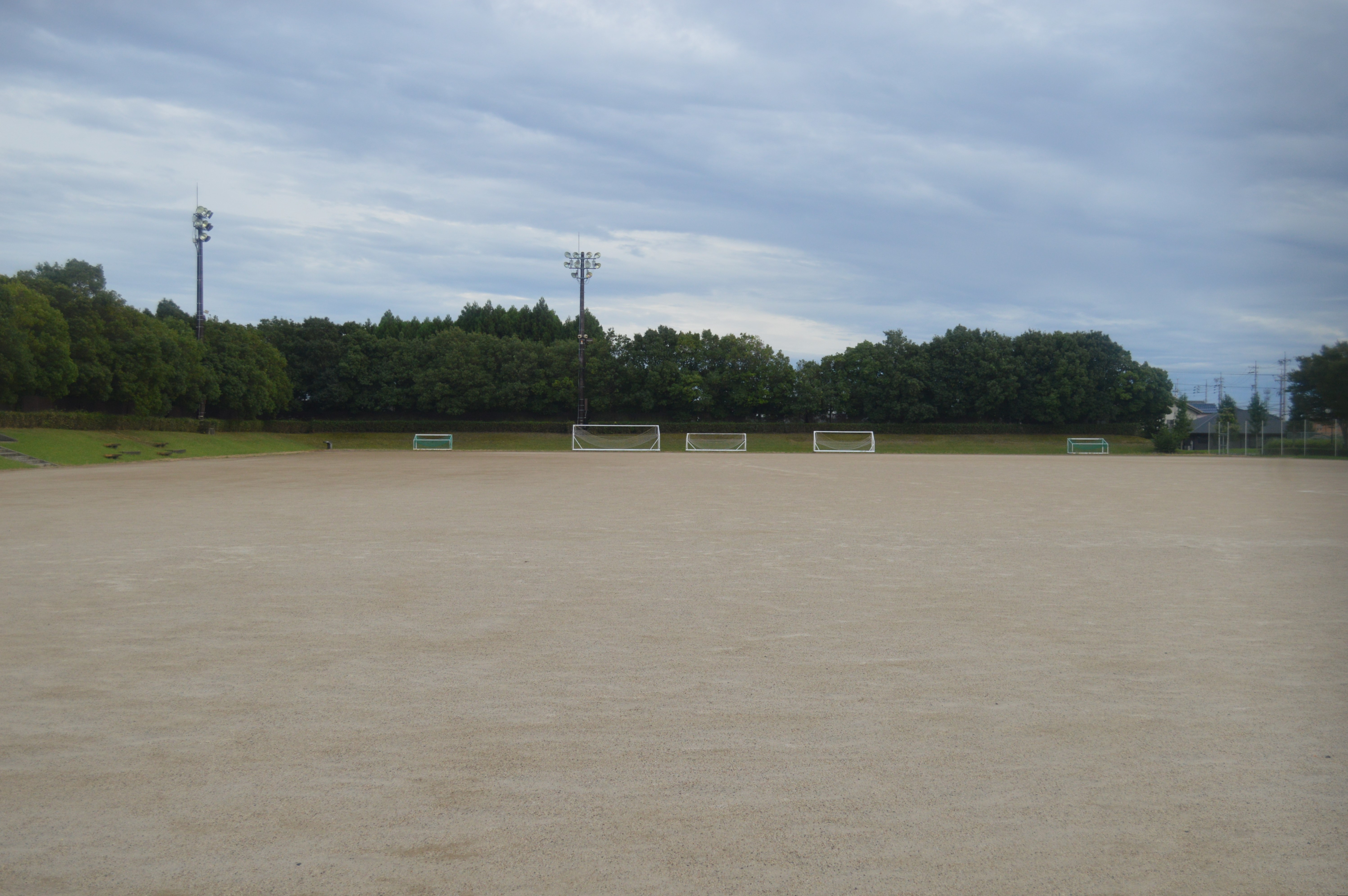
多目的運動場

## 利用案内
祖父江の森温水プール

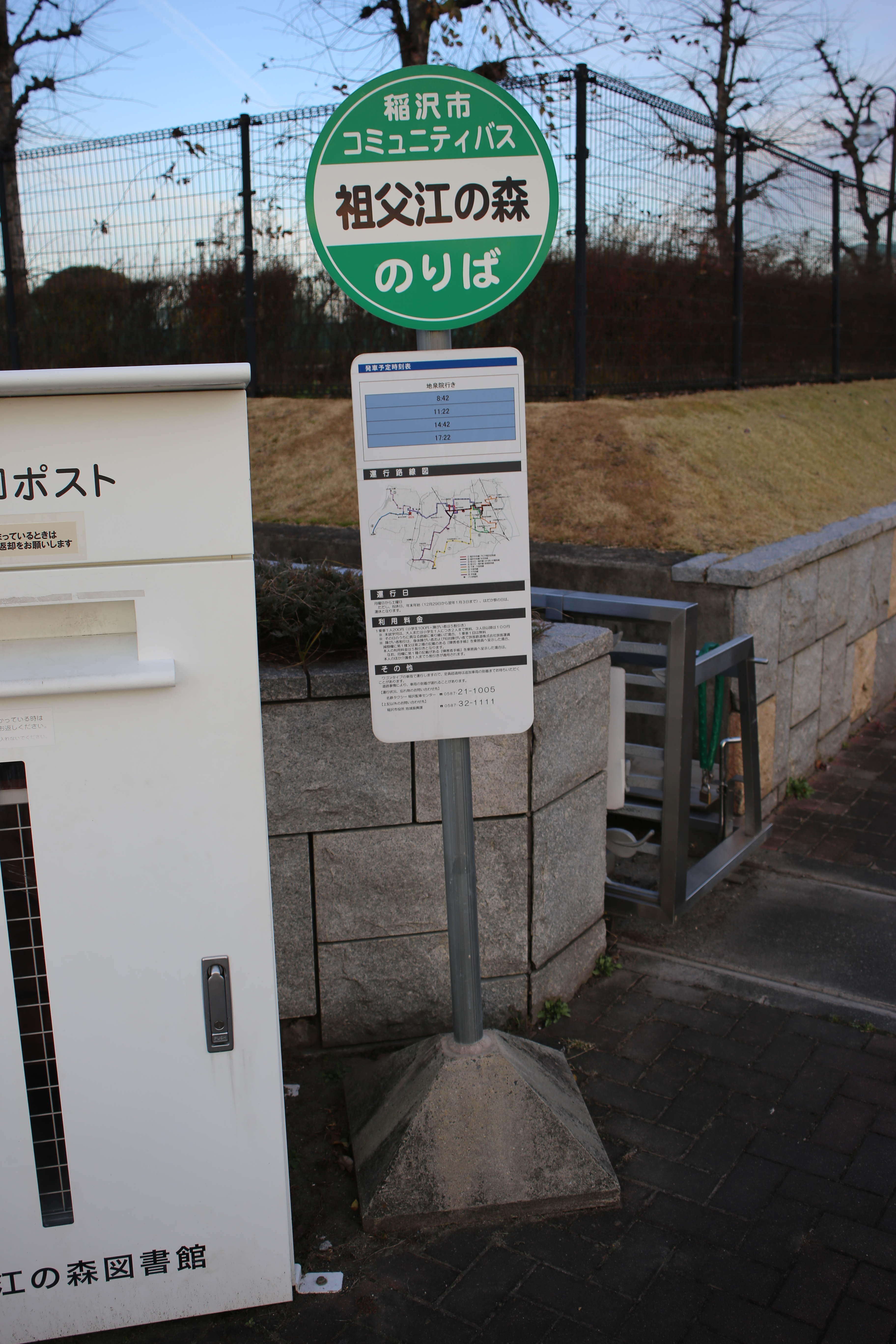
稲沢市コミュニティバス祖父江の森停留所

- 利用時間 - 火曜から金曜は13時から21時、土日祝日は10時から21時
- 休館日 - 月曜、休日の翌日、年末年始

祖父江の森テニスコート
- 利用時間 - 9時から21時
- 休場日 - 月曜、休日の翌日、年末年始

祖父江の森多目的運動場
- 利用時間 - 9時から21時
- 休場日 - 月曜、休日の翌日、年末年始